# Dubravica
Dubravica es un municipio de Croacia en el condado de Zagreb.

## Geografía
Se encuentra a una altitud de 163 m s. n. m. a 32,3 km de la capital nacional, Zagreb.

## Demografía
En el censo 2011, el total de población del municipio fue de 1 455 habitantes, distribuidos en las siguientes localidades:
- Bobovec Rozganski - 415
- Donji Čemehovec - 38
- Dubravica  - 124
- Kraj Gornji - 170
- Lugarski Breg - 83
- Lukavec Sutlanski - 135
- Pologi - 105
- Prosinec - 93
- Rozga - 135
- Vučilčevo - 157